# Damon Harrison
(en) Statistiques sur pro-football-reference
Damon Paul Harrison (né le 29 novembre 1988 à La Nouvelle-Ibérie), surnommé Snacks, est un joueur de football américain jouant au poste de defensive tackle pour les Seahawks de Seattle en NFL.
Il avait été engagé par les Jets de New York comme agent libre et non drafté en 2012 où il a évolué jusqu'au terme de la saison 2015 avant d'être signé par les Giants. Il sera envoyé aux Lions en 2018 en échange d'un choix de 5e tour. Il avait joué auparavant dans l'équipe de l' Université William Penn (en) évoluant en Division 2 de la NCAA.

## Jeunesse
Harrison intègre l'académie de Lake Charles Boston où il débute comme meneur dans l'équipe de basket de la fac. 
En novembre 2005, lors de sa saison junior, il se blesse au niveau de son ménisque gauche et lors des deux mois qui suivent, il prend du poids (entre 18 et 25 kilos). 
Il décide alors de passer au football américain lors de son année senior jouant en alternance dans les lignes défensives et offensives. Il figure dans les sélections des districts et dans la sélection du sud-ouest de la Louisiane en 2006. Il est également désigné capitaine de son équipe et sélectionné comme MVP Offensif et Défensif du Lake Charles Boston ainsi que comme MVP Lineman offensif du Lake Charles Boston.
Même si une grande partie du recrutement se déroule au cours de la saison junior, Harrison est snobé par les recruteurs des équipes NCAA et ne reçoit aucune offre de bourse après avoir obtenu son diplôme. Il s'inscrit à l'Université de Northwest Mississippi mais cesse ses études après le 1er trimestre et travaille comme magasinier de nuit au Walmart de Lake Charles.
Cependant, il est recruté un peu plus tard par l'Université William Penn (en) dirigée par l'ancien entraîneur-adjoint de Northwest Mississippi, Steve Miller,,.

## Carrière en NCAA
Lors de son année freshman à l'Université William Penn, Harrison termine 5e de son équipe au nombre de tackles. Lors de ses années sophomore et junior,  il est sélectionné dans la seconde équipe type de toutes les conférences.
Lors de sa saison junior, ayant réussi 3,5 sacks et 60 tackles (dont 8.5 tackles pour perte, son record), il est sélectionné comme NAIA All-American (National Association of Intercollegiate Athletics ou Division 2 NCAA) et  dans l'équipe type inter-conférences.

## Carrière professionnelle

### NFL Combine et Draft 2012
Avant la draft 2012  de la NFL, Harrison se présente au Pro Day de Cyclones d'Iowa State mais est considéré comme un prospect de dernier tour dans une classe assez faible de nose tackle”.
| Taille | Poids  | Bras    | Main    | Sprint   | Sprint   | Sprint   | Shuttle 20 yards | 3 cones drill | Détente         | Détente            | Développé couché | Test Wonderlic |
| Taille | Poids  | Bras    | Main    | 40 yards | 10 yards | 20 yards | Shuttle 20 yards | 3 cones drill | verticale       | horizontale        | Développé couché | Test Wonderlic |
| 1,91 m | 154 kg | inconnu | inconnu | 5,54 s   | 1,91 s   | 3,14 s   | 4,99 s           | 7,80          | 63,5 cm (25 in) | 2,36 m (7 ft 9 in) | inconnu          | inconnu        |

Harrison n'est pas choisi lors de la draft 2012 de la NFL. Après la draft, 12 équipes de NFL le sollicitent pour intégrer leur camp d'entrainement .

### Jets de New York (2012-2015)
Harrison est signé comme agent libre non drafté par les Jets de New York le 29 avril 2012. Il apparaît dans 5 matchs au cours de la saison 2012 mais ne comptabilise aucune statistique.
À la suite du départ de Sione Pouha et de la blessure encourue en pré-saison par Kenrick Ellis, Harrison est désigné comme titulaire au poste de defensive tackle pour la saison 2013. Le 20 octobre 2013, il réussit le premier sack de sa carrière sur Tom Brady, le QB des Patriots de la Nouvelle-Angleterre. Il débute les 16 rencontres de la saison et compile 66 tackles, 2 passes défendues et 1 sack.
En 2014, il est de nouveau titulaire pour les 16 matchs de la saison réussissant 55 tackles. 
En 2015, il est toujours titulaire au cours des 16 matchs de la saison, réussissant 72 tackles, 1/2 sack et 1 FF.
Il est sélectionné dans l'équipe All-Pro le 6 janvier 2016 par Pro Football Focus.

### Giants de New York (2016-2018)
Harrison signe chez les Giants de New York le 9 mars 2016 un contrat de 9,25 M. $ par an dont 24 M. $ garantis et 30 M. $ sur les 3 premières années. 
Après la saison 2016, il est sélectionné dans la 1re équipe All-Pro par l'Associated Press le 6 janvier 2017. Il a également été classé 96e du Top 100 des joueurs de la saison 2017 de la NFL (en).

### Lions de Détroit (depuis 2018)
Le 24 octobre 2018, Harrison est transféré aux Lions de Détroit contre un choix conditionnel lors du 5e tour de la draft 2019 de la NFL, soit le plus haut choix entre leur propre choix de 5e tour ou celui reçu des 49ers de San Francisco en échange du transfert sortant de Laken Tomlinson (en). Le transfert ayant eu lieu avant la semaine de repos des Giants et après la semaine de repos des Lions, Harrison a joué lors de 17 matchs lors de la saison régulière 2018. Il est le premier joueur de ligne défensive de la NFL à l'avoir réalisé.
Le 25 février 2020, les Lions annoncent qu'ils se séparent de Harrison.

## Statistiques en NFL
| Année                  | Équipe                 | MJ  |       | Plaquages | Plaquages | Plaquages | Plaquages |       | Interceptions | Interceptions | Interceptions | Interceptions |  | Fumbles | Fumbles |
| Année                  | Équipe                 | MJ  | Total | Seul      | Ast.      | Sacks     | Nb.       | Yards | Déf.          | TD            | Nb.           | Rec.          |  |         |         |
| 2012                   | Jets de New York       | 5   | 0     | 0         | 0         | 0,0       | 0         | 0     | 0             | 0             | 0             | 0             |  |         |         |
| 2013                   | Jets de New York       | 16  | 66    | 36        | 30        | 1,0       | 0         | 0     | 2             | 0             | 0             | 0             |  |         |         |
| 2014                   | Jets de New York       | 16  | 55    | 30        | 25        | 0,0       | 0         | 0     | 0             | 0             | 0             | 0             |  |         |         |
| 2015                   | Jets de New York       | 16  | 72    | 39        | 33        | 0,5       | 0         | 0     | 0             | 0             | 1             | 0             |  |         |         |
| 2016                   | Giants de New York     | 16  | 86    | 55        | 31        | 2,5       | 0         | 0     | 1             | 0             | 1             | 0             |  |         |         |
| 2017                   | Giants de New York     | 16  | 76    | 51        | 25        | 1,5       | 1         | 9     | 3             | 0             | 0             | 0             |  |         |         |
| 2018                   | Giants de New York     | 7   | 31    | 15        | 16        | 0,0       | 0         | 0     | 0             | 0             | 1             | 0             |  |         |         |
| 2018                   | Lions de Détroit       | 10  | 50    | 37        | 13        | 3,5       | 0         | 0     | 1             | 0             | 1             | 1             |  |         |         |
| 2019                   | Lions de Détroit       | 15  | 49    | 29        | 20        | 2,0       | 0         | 0     | 3             | 0             | 0             | 0             |  |         |         |
| Totaux chez les Jets   | Totaux chez les Jets   | 53  | 193   | 105       | 88        | 1,5       | 0         | 0     | 2             | 0             | 1             | 0             |  |         |         |
| Totaux chez les Giants | Totaux chez les Giants | 39  | 193   | 121       | 72        | 4,0       | 1         | 9     | 4             | 0             | 2             | 0             |  |         |         |
| Totaux chez les Lions  | Totaux chez les Lions  | 25  | 99    | 66        | 33        | 5,5       | 0         | 0     | 4             | 0             | 1             | 1             |  |         |         |
| Totaux en NFL          | Totaux en NFL          | 102 | 485   | 292       | 193       | 11,0      | 1         | 9     | 10            | 0             | 4             | 1             |  |         |         |

| Année         | Équipe        | MJ |       | Plaquages | Plaquages | Plaquages | Plaquages |       | Interceptions | Interceptions | Interceptions | Interceptions |  | Fumbles | Fumbles |
| Année         | Équipe        | MJ | Total | Seul      | Ast.      | Sacks     | Nb.       | Yards | Déf.          | TD            | Nb.           | Rec.          |  |         |         |
| 2016          | NY Giants     | 1  | 5     | 4         | 1         | 0         | 0         | 0     | 0             | 0             | 0             | 0             |  |         |         |
| Totaux en NFL | Totaux en NFL | 1  | 5     | 4         | 1         | 0         | 0         | 0     | 0             | 0             | 0             | 0             |  |         |         |

## Récompenses
- 2015 :
  - Pro Football Focus All-Pro
  - Pro Football Focus Best Run Defender Award (2015)
- 2011 : 
  - NAIA All American

## Vie privée
Harrison a eu quatre enfants, un garçon prénommé Elijah (Damon Jr.) et trois filles.
Il a habité dans l'État du New Jersey dans la communauté de Washington (Conté de Bergen)
Il est surnommé Snacks,.